# Ostrze (broń)

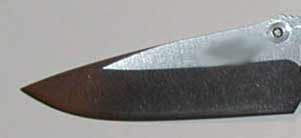
Ostrze widoczne na ilustracji jako ciemniejsza część głowni

Ostrze – krawędź tnąca głowni (jej zaostrzona część). Obosieczna broń biała posiada dwa ostrza: przednie i tylne.